# 백효원
백효원(白涍園, 1991년 10월 30일~)은 대한민국의 모델이다. 일본에서 Baek이라는 이름으로 활동하고 있다.